# Сасина (Оштра Лука)
Сасина је насељено мјесто у Босни и Херцеговини које је међуентитетском линијом подијељено између општине Сански Мост која припада Федерацији БиХ и општине Оштра Лука која припада Републици Српској. Према попису становништва из 1991. у насељу је живјело 1.054 становника.

## Становништво
| Демографија | Демографија | Демографија |
| Година      | Становника  | Становника  |
| ----------- | ----------- | ----------- |
| 1948.       | 1.645       |             |
| 1953.       | 1.747       |             |
| 1961.       | 1.706       |             |
| 1971.       | 1.470       |             |
| 1981.       | 1.299       |             |
| 1991.       | 1.054       |             |